# Jackson Browne
Clyde Jackson Browne (ur. 9 października 1948 w Heidelbergu w Niemczech) – amerykański muzyk rockowy, piosenkarz, gitarzysta i kompozytor związany z nurtem folk rockowym i country rockowym. Obok Joni Mitchell, Jamesa Taylora, Boba Dylana i Neila Younga zaliczany do grupy najbardziej wpływowych artystów swego gatunku.
Jackson Browne urodził się w Heidelbergu (Niemcy), gdy miał trzy lata, jego rodzina zamieszkała w Kalifornii. Jako młodzieniec, w latach sześćdziesiątych zainteresował się muzyką. Szczególny wpływ na kształtowanie się jego muzycznych gustów wywarli popularni w tym okresie wykonawcy: The Beatles, Bob Dylan, Neil Young i The Byrds. Gdy zaczął tworzyć własne kompozycje zwrócił się w kierunku poetyckiego, balladowego folk rocka. W 1966, na krótko został członkiem grupy rockowej The Nitty Gritty Dirt Band. Ważnym etapem w jego karierze był pobyt w Nowym Jorku w 1967, gdzie został wprowadzony w świat podziemia artystycznego. Dzięki temu poznał Andy'ego Warhola oraz zaprzyjaźnił się z Lou Reedem i Leonardem Cohenem. Pod ich wpływem zaczął tworzyć muzykę, zaangażowaną pod względem treści. Z czasem stał się najbardziej politycznie zaangażowanym amerykańskim artystą rockowym i bezlitosnym krytykiem amerykańskiego społeczeństwa. Brown jest także cenionym kompozytorem. Komponował dla takich wykonawców, jak: Tom Rush, Nico, czy Gregg Allman. Jest współautorem wielkiego przeboju grupy Eagles - Take it Easy. Do największych przebojów Browna należą: That Girl Could Sing, Somebody's Baby, Boulevard, Your Bright Baby Blues, Here Come Those Tears Again, Sleep's Dark and Silent Gate, For a Dancer, The Late Show, Fountain of Sorrow, Late for the Sky i wiele innych.
W 2004 roku Jackson Browne został wprowadzony do Rock and Roll Hall of Fame.

## Dyskografia
- First Album - niewydany - (1967, Elektra)
- Jackson Browne (1972, Asylum)
- For Everyman (1973, Asylum)
- Late for the Sky (1974, Asylum)
- The Pretender (1976, Asylum)
- Running on Empty (1978, Asylum)
- Hold Out (1980, Asylum)
- Lawyers in Love (1983, Asylum)
- Lives in the Balance (1986, Asylum)
- World in Motion (1989, Elektra)
- I'm Alive (1993, Elektra)
- Everywhere I Go (1994, European Import)
- Looking East (1996, Elektra)
- The Naked Ride Home (2002, Elektra)
- Jackson Browne - Solo Acoustic Vol. 1 (2005, Inside Recordings)
- Jackson Browne - Solo Acoustic Vol. 2 (2008, Inside Recordings)
- Time the Conqueror (2008, Inside Recordings)
- Love Is Strange: En Vivo Con Tino (2010, Inside Recordings)